# Cașolț

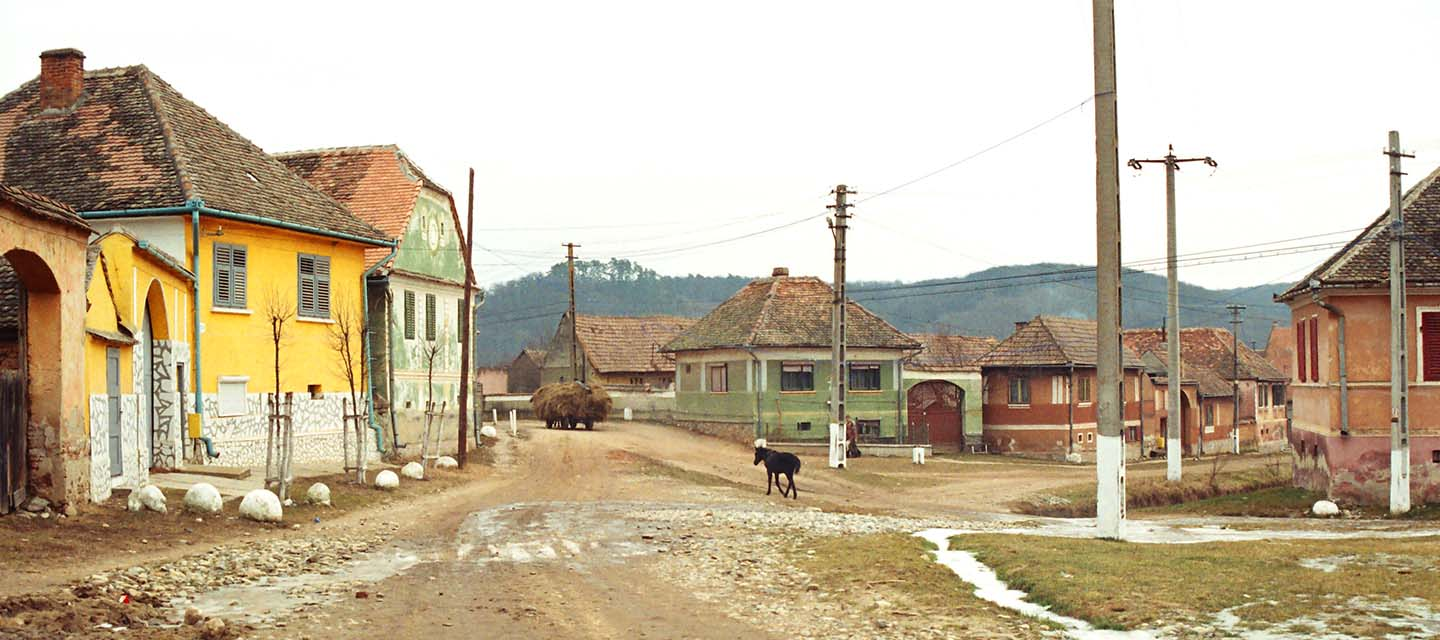
Der Ortskern von Kastenholz (Cașolț) im Januar 2006.

Cașolț (deutsch Kastenholz, ungarisch Hermány, siebenbürgisch-sächsisch Kasst(e)nhuulz) ist ein rumänisches Dorf in Siebenbürgen, gehört verwaltungstechnisch zur Gemeinde Roșia (Rothberg).

## Lage
Das Dorf liegt nordöstlich von Hermannstadt nahe der Straße nach Agnita (Agnetheln).

## Namensherkunft
Urkundlich erwähnt wurde der kleine Ort erstmals am 25. September 1302. Der Name des Ortes geht vermutlich auf den Begriff Kaste, von lat. für Eiche und Holz (nicht: Kastanie), zurück. In den Jahren 1339 und 1342 wurde ein Gräf Daniel von Kastenholz als Mitglied der Hermannstädter Stuhlvertretung urkundlich aufgeführt.

## Öffentlicher Verkehr
Kastenholz liegt an der Schmalspurbahn Hermannstadt-Agnetheln, auch Wusch bzw. Mocănița genannt, die bis in die 1960er Jahre bis nach Sighișoara (Schäßburg) geführt wurde. Die „Rest-Wusch“ bis Agnetheln wurde im Jahr 2001 praktisch stillgelegt.

## Sehenswürdigkeiten
- ev.-luth. und rum.-orthodoxe Dorfkirchen
- Gräberfeld aus der Zeit der römischen Herrschaft in Dakien (2. Jh. n. Chr.) südlich von Kastenholz